# Новоукраинка (Мамлютский район)
Новоукраинка (каз. Новоукраинка) — упразднённое село в Мамлютском районе Северо-Казахстанской области Казахстана. Входило в состав Становского сельского округа. Исключено из учётных данных в 2024 году.
Код КАТО — 595251300.

## Население
В 1999 году население села составляло 282 человека (138 мужчин и 144 женщины). По данным переписи 2009 года в селе проживало 215 человек (108 мужчин и 107 женщин).